# Ich suche einen Mann
Ich suche einen Mann ist eine deutsche Filmkomödie aus dem Jahre 1966 von Alfred Weidenmann mit Ghita Nørby und Walter Giller in den Hauptrollen.

## Handlung
Die blonde, attraktive Barbara, eine junge Modezeichnerin, ist von den Männern, mit denen sie bislang zu tun hatte, zutiefst enttäuscht. Nicht ganz zu Unrecht glaubt sie, dass all die Typen, mit denen sie sich getroffen hat, sie über kurz oder lang nur ins Bett kriegen wollen. Und da offensichtlich die konventionelle Methode des Männerkennenlernens keinen Erfolg hat, entschließt sie sich dazu, anstatt auf das Glück zu bauen, die Hilfe eines Supercomputers in Anspruch zu nehmen. Der lässt sich nämlich nicht betrügen und erscheint ihr als die perfekte, nicht manipulierbare Heiratsvermittlungsmaschine.
Die wissenschaftlich begründete Gattenwahl einer Datenverarbeitungsmaschine hat einerseits ihre Reize, und Barbara lernt bei ihrer Exkursion durch die Männerwelt den ganzen Katalog männlicher Fehler und Schwächen kennen. Doch das Versprechen eines Großrechners, Harmonie und Übereinstimmung in allen Lebens- und Liebesfragen zu garantieren, kann letztlich auf diesem Wege nicht eingehalten werden. Zwar lernt Barbara nun einen Mann nach dem anderen kennen: den charmanten Luftikus und Rosenkavalier Gregor ebenso wie den weltgewandten Baron Federsen, den Womanizer Hans Peter, mit dem sie sogar im Bett landet, wie den jugendlich-unbekümmerten Studenten Erich – doch der Richtige ist nicht dabei. Wie so häufig liegt das Gute ganz nah: Barbara ahnt nicht, dass sich ihr Chef, der schüchterne Dr. Pleskau, schon vor geraumer Zeit in sie verliebt hat.

## Produktionsnotizen und Hintergrund
Ich suche einen Mann wurde 1965 gedreht und am 3. Februar 1966 uraufgeführt.
Klaus Stapenhorst hatte die Produktionsleitung, die Bauten wurden von Wolf Englert und Robert Stratil entworfen bzw. ausgeführt. Die Kostüme stammen aus der Hand von Ina Stein.
Walter Giller und Brigitte Horney wurden für ihre hier gezeigten Leistungen für das Filmband in Gold nominiert.

## Kritik
Das Handbuch VIII der Katholischen Filmkritik nannte den Film ein „verkrampftes Lustspiel“ und befand im Übrigen: „Routinierte Kameraarbeit und gestelzter Dialog können Geschmacks- und Geistesarmut nicht aufwiegen.“
Das Lexikon des internationalen Films schrieb: „Dürftiges Lustspiel um ein heiratswilliges Mädchen, das sich nach vielen Enttäuschungen einem Eheanbahnungsinstitut anvertraut und schließlich doch seinen Chef vorzieht.“
Der Evangelische Film-Beobachter zog folgendes Fazit: „Verfilmte Illustrierten-Story um ein Mädchen, das über ein Eheanbahnungs-Institut nach einem heiratswilligen Partner sucht. Nur sehr bedingt erheiterndes deutsches Lustspiel. Ab 16 möglich.“